# Bactrocera kuniyoshii
Bactrocera kuniyoshii
 es una especie de díptero que Tokuichi Shiraki describió por primera vez en 1968. Bactrocera kuniyoshii pertenece al género Bactrocera de la familia Tephritidae. 